# Aleksander Sewruk

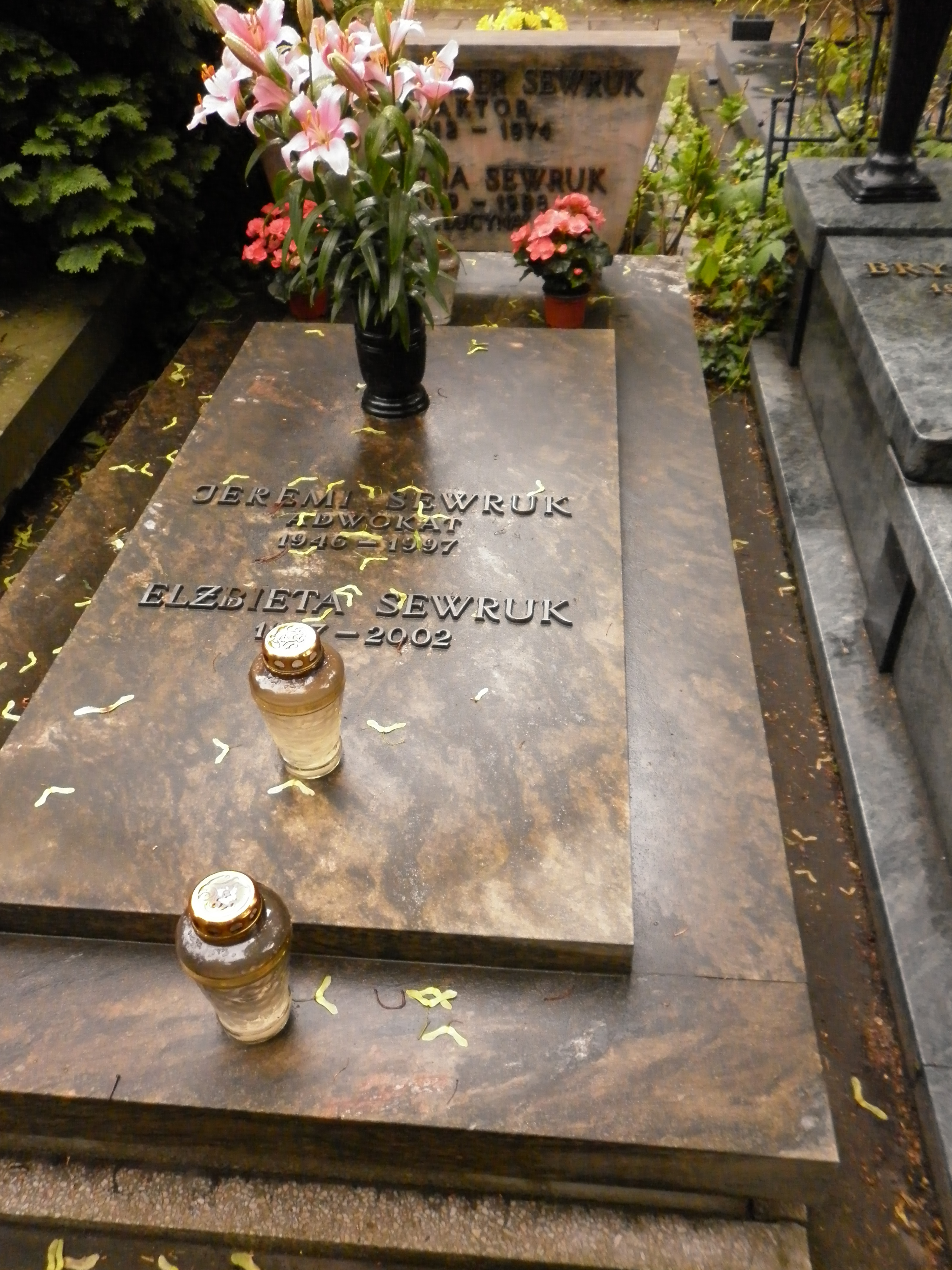
Grób Aleksandra Sewruka na cmentarzu Wojskowym na Powązkach

Aleksander Sewruk (ur. 17 stycznia 1912 w Korninie, zm. 23 listopada 1974 w Warszawie) – polski aktor, dyrektor Teatru im. Stefana Jaracza w Olsztynie, Teatrów Dramatycznych w Poznaniu i Teatru Ziemi Mazowieckiej w Warszawie.

## Życiorys
Urodził się 17 stycznia 1912 roku w Korninie, w ówczesnym powiecie skwirskim, guberni kijowskiej, w rodzinie Konstantego, księgowego, i Stanisławy z Szabrańskich. W nowe granice odrodzonej Polski przybył w 1920 roku. Osiedlił się wraz z rodziną w Ciechanowcu. Maturę zdał 23 maja 1930 roku w Gimnazjum Państwowym im. Tadeusza Kościuszki w Bielsku Podlaskim. Zaczął studia matematyczne na Wydziale Matematyczno-Przyrodniczym Uniwersytetu Warszawskiego. Po roku przerwał studia i odbył służbę wojskową w Szkole Podchorążych Rezerwy Artylerii we Włodzimierzu. Na stopień podporucznika rezerwy został mianowany ze starszeństwem z 1 stycznia 1934 roku i 360. lokatą w korpusie oficerów artylerii. W 1932 roku pracował jako urzędnik. Od 1932 roku był w Ochotniczych Drużynach Roboczych, potem Junackich Hufcach Pracy. 
10 kwietnia 1939 roku został powołany do służby czynnej. W kampanii wrześniowej walczył jako oficer ogniowy 5. baterii 30 pułku artylerii lekkiej. Po kapitulacji Modlina dostał się do niewoli. Przebywał w obozie w Działdowie, a potem w oflagach II B Arnswalde i II D Gross-Born. W 1940 roku razem z Bolesławem Płotnickim, Józefem Słotwińskim i Leonem Kruczkowskim zorganizował teatr obozowy. Jego pierwszą rolą był Papkin w „Zemście”, wystawionej w 1940 roku. W Arnswalde występował w „Teatrze Symbolów”. Po wyzwoleniu obozu w maju 1945 roku założył objazdowy teatrzyk rewiowy „Oberża Komediantów”, a następnie w latach 1946–1947 występował w teatrze rewiowym Polskiej Dywizji Pancernej w Niemczech.
W czerwcu 1947 roku wrócił do kraju i debiutował rolą Rzecznickiego w „Fantazym” w olsztyńskim teatrze. Od 1949 roku był to teatr łączący dwie sceny – elbląską i olsztyńską – w jednym organizmie. Sewruk występował w nim do 1952 roku. W latach 1952–1957 występował w Teatrach Dramatycznych w Poznaniu oraz współpracował z poznańskim Teatrem Satyry. W 1957 roku objął stanowisko dyrektora i kierownika artystycznego Teatru im. Stefana Jaracza w Olsztynie-Elblągu i kierował nim jako dyrektor do 1969 roku. Od 1969 roku do końca życia był dyrektorem i kierownikiem artystycznym Teatru Ziemi Mazowieckiej w Warszawie. Był gorącym rzecznikiem teatru i aktorów.
W filmie zadebiutował w 1953 roku w Celulozie. Chętnie zapraszany na plany filmowe, w latach 1954–1974 wystąpił w 30 filmach i serialach. Zdobył ogólnopolską sławę. Tworzył postacie charakterystyczne, zapadające w pamięć. Występował także w spektaklach Teatru Telewizji (1969–1974) i słuchowiskach Teatru Polskiego Radia (1955–1971).
Od września 1945 roku był mężem Heleny z Wyrzykowskich (1919–1988).
Zmarł w Warszawie, pochowany na cmentarzu Wojskowym na Powązkach (kwatera A35-4-8).

## Filmografia
- 1953: Celuloza – Wajszyc, naczelnik policji
- 1954: Pod gwiazdą frygijską – Wajszyc, naczelnik policji
- 1955: Godziny nadziei – górnik Dosiad
- 1955: Zaczarowany rower – mechanik Wanicki
- 1958: Orzeł – komandor Kozłowski
- 1958: Popiół i diament – Święcki, prezydent miasta
- 1959: Pociąg – adwokat
- 1960:  Szklana góra – przewodniczący MRN
- 1961: Czas przeszły – „Filip”, szef grupy
- 1961: Dziś w nocy umrze miasto – strażnik obozowy
- 1961: Milczące ślady – pijaczek w knajpie
- 1961: Zaduszki – „Szary”, komendant oddziału partyzanckiego
- 1963: Ubranie prawie nowe – ksiądz
- 1964: Giuseppe w Warszawie – Kischke, przesłuchujący Staszka
- 1964: Panienka z okienka – karczmarz
- 1964: Rachunek sumienia – Aleksy
- 1965: Głos ma prokurator
- 1966: Kochajmy syrenki – dewizowy myśliwy
- 1966–1968: Czterej pancerni i pies – generał radziecki
- 1968: Dancing w kwaterze Hitlera – kombatant
- 1968: Stawka większa niż życie – współpracownik Klossa (odc. 7)
- 1968: Tabliczka marzenia – ojciec Ludki
- 1970: Album polski – lekarz
- 1970: Epilog norymberski – przewodniczący trybunału
- 1970: Mała ankieta – ławnik
- 1970: Romantyczni – karczmarz
- 1972: Anatomia miłości – ksiądz
- 1972: Egzamin - sędzia
- 1972: Szklana kula – ojciec Agi
- 1972: Ucieczka-wycieczka – Paciorek
- 1973: Czarne chmury – marszałek dworu królewskiego (odc. 6 i 8)
- 1973: Godzina szczytu – prezes Trzos
- 1974: Czterdziestolatek – trener Michalak (odc. 5)
- 1974: Gniazdo
- 1975: Noce i dnie – doktor Wettler
- 1977: Noce i dnie – doktor Wettler (odc. 3–4, 6–7, 11)

## Ordery i odznaczenia
- Order Sztandaru Pracy II klasy (1963)
- Krzyż Kawalerski Orderu Odrodzenia Polski (1959)
- Krzyż Walecznych (1939)[5]
- Medal 30-lecia Polski Ludowej
- Odznaka „Zasłużony Działacz Kultury” (1965)
- Złota Odznaka „Za zasługi dla województwa warszawskiego” (1974)
- Złota Odznaka honorowa „Zasłużony dla Warmii i Mazur”
- Medal Pamiątkowy „Za zasługi dla rozwoju Płocka w latach 1945–1965” (18 grudnia 1965)

Źródło:.

## Nagrody i wyróżnienia
- Nagroda Ogólnopolskiego Festiwalu Sztuk Rosyjskich i Radzieckich za rolę Łomowa w Oświadczynach Antona Czechowa (1949)
- Nagroda Artystyczna Prezydium Wojewódzkiej Rady Narodowej w Olsztynie za podniesienie poziomu artystycznego olsztyńskiej sceny i stworzenie interesujących ról, a szczególnie Iwana Piotrowicza Wojnickiego w Wujaszku Wani Antona Czechowa (1958)
- Srebrny Medal na I Międzynarodowym Festiwalu w Moskwie za rolę Komandora Kozłowskiego w filmie Orzeł (1959)[7]
- nagroda na III FTPP w Toruniu za rolę Osborne w Kresie wędrówki R.G. Sheriffa (1961)
- Nagroda Artystyczna miasta Elbląga (1961)[8]
- nagroda na V FTPP w Toruniu za role: Maksa w przedstawieniu Piąta kolumna Ernesta Hemingwaya i Króla-Ojca w przedstawieniu Nagi król Eugeniusza Szwarca w Teatrze im. Stefana Jaracza w Olsztynie-Elbląg (1963)
- Nagroda Państwowa II stopnia za wybitną działalność artystyczną dla rozwoju teatru na Warmii i Mazurach (1966)
- III nagroda na II OPZTMF w Szczecinie za rolę Onego w przedstawieniu Życie współczesne Sławomira Mrożka w Teatrze im. Stefana Jaracza w Olsztynie (1967)
- wyróżnienie na XI FTPP w Toruniu za rolę Mamajewa w przedstawieniu Pamiętnik Szubrawca z Teatru im. Stefana Jaracza w Olsztynie (1969)
- Nagroda Artystyczna Województwa Warszawskiego (1971)
- Nagroda miesięcznika „Warmia i Mazury” (1973)

Źródło:.

## Upamiętnienie
- Od 2004 roku przyznawane są „Aleksandry” (statuetki z brązu projektu Ewy Prelewskiej), które są wyróżnieniem dla Aktorów za kreacje aktorskie oraz Przyjaciół Teatru w Elblągu za ich zaangażowanie i wsparcie teatralnej kultury[9].
- W grudniu 2007 roku elbląski Teatr Dramatyczny przyjął jego imię i działa jako Teatr im. Aleksandra Sewruka[10].
- W Olsztynie funkcjonuje Policealne Studium Aktorskie im. Aleksandra Sewruka przy Teatrze im. Stefana Jaracza[11].